# モーターファン
モーターファン（Motor Fan）は、三栄（旧：三栄書房）が発行する自動車専門誌。1925年創刊、1996年休刊。2016年に復刊するも2017年に再び休刊。現在では、書籍版のかわりに、同名のWebサイトが同社によって運営されている。

## 概要
戦前創刊の国産量産自動車1桁の時代から、戦後創刊当初のオート三輪、二輪車等の安価な実用車と大型商用車だけの国産車時代を経て、現在の自動車大国への発展に貢献した歴史ある雑誌である。
誌面では東京大学教授も務めた富塚清を始めとし、ホンダ初代F1監督の中村良夫、元いすゞ自動車の技術者でコンサルタントの兼坂弘等の著名人が執筆し、編集部からは星島浩を筆頭に数々の自動車ジャーナリストを輩出した。特に兼坂弘が連載していた毒舌評論は自動車業界に大きな影響を与えたと言われている。元本田技研工業の技術者である上原繁は東京農工大学在学中にロードテストのデータ採取のアルバイトをし、この時の経験がホンダ入社後に役に立ったと述べている。

## 歴史
- 1925年 - 創刊。
  - 発行・印刷・編集人「八木熊五郎」モーターファン社（東京市蒲田区安方町137）
  - 誌面内容は自動車（バイク含む)についての外国事情、政策、業界ニュースから新型車、技術解説、整備解説等。自動車工学権威の大学教授、警視庁の自動車免許課、商工省の輸送機械課長などが執筆。
- 1944年3月 - 戦争の影響で休刊。
  - 終戦後、社長の八木熊五郎が病没。
- 1947年11月 - 編集人だった鈴木賢七朗がモーターファン誌を復刊。
  - 透視図が載り始める。試乗記が客観性評価と指針をもった「モーターファン・ロードテスト」へ発展する。
- 1952年12月 - 社名をモーターファン社から三栄書房に改める。
- 1996年 - 休刊。
- 2016年 - 創刊90周年を機に4月26日に復刊[1]。復刊後は隔月刊誌となる。
- 2017年 - vol.9をもって、再び休刊。

## モーターファン・イラストレーテッド
「モーターファン」休刊から10年を経た2006年10月16日、「モーターファン」の名称を冠した新しい自動車雑誌、『モーターファン・イラストレーテッド』（Motor Fan illustrated）が三栄書房から創刊された。刊行は月刊であり、発売日は毎月15日、一冊定価は1,600円（2014年11月現在・消費税抜）となっている。